# Elisa Uga
Elisa Uga   (Vercelli, 27 de febrer de 1968) és una tiradora d'esgrima italiana, ja retirada, especialista en espasa, que va competir entre finals de la dècada de 1980 i començaments del segle XXI.
El 1996 va prendre part en els Jocs Olímpics d'Estiu d'Atlanta, on va disputar dues proves del programa d'esgrima. En la prova d'espasa per equips guanyà la medalla de plata, mentre en la d'espasa individual fou catorzena.
En el seu palmarès també destaquen quatre medalles al Campionat del món d'esgrima, una de plata i tres de bronze, entre les edicions de 1989 i 2001; quatre medalles al Campionat d'Europa d'esgrima, dues d'or, una de plata i una de bronze, entre les edicions de 1993 i 1999 i dues medalles a les Universíades, una de plata i una de bronze.